# Charlie Condou

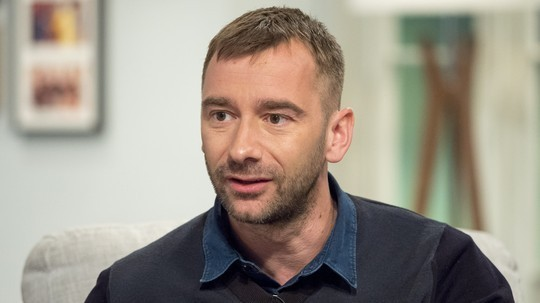
Charlie Condou, 2019

Charlie Condou (* 8. Januar 1973 in England als Charlie Lomax David Condou) ist ein britischer Schauspieler.

## Leben
Nach seiner Schulzeit in England wurde Condou Schauspieler. Er spielte als Schauspieler seit Mitte der 1980er in verschiedenen Fernsehserien mit. Condou spielt seit 2007 in der britischen Fernsehserie Coronation Street die Rolle des Marcus Dent. Mit seinem Lebenspartner lebt er in Islington, einem Stadtteil von London, und hat eine Tochter.

## Filmografie (Auswahl)
- 1986: Robin of Sherwood (Fernsehserie, Episode 3x09)
- 1988: Der Priestermord (To Kill a Priest)
- 1988: The Storyteller (Fernsehserie, Episode 1x06)
- 1991–2009: Casualty (Fernsehserie, 3 Episoden)
- 1994: Martin Chuzzlewit (Fernsehserie, 2 Episoden)
- 1999: Gimme Gimme Gimme (Fernsehserie, Episode 1x05)
- 1999: Peak Practice (Fernsehserie, 1 Episoden)
- 2001: Armstrong and Miller (Fernsehserie, 2 Episoden)
- 2005: Inspector Barnaby (Midsomer Murders) Fernsehserie, Staffel 8, Folge 5: Erben oder sterben? (Bantling Boy)
- 2005: Nathan Barley (Fernsehserie, 6 Episoden)
- 2006: The Impressionists (Miniserie)
- 2007: Die Gebrüder Weihnachtsmann (Fred Claus)
- seit 2007: Coronation Street (Fernsehserie)